# أحمد محمد الحسن
أحمد محمد الحسن (10 أبريل 1930- 10 نوفمبر 2022) أول وزير للتعليم العالي في السودان، وشغل منصب أستاذ متفرغ متخصص في علم الأمراض بمعهد الأمراض المتوطنة في جامعة الخرطوم.

## سيرة
ولد الحسن في بربر السودان في 10 أبريل 1930. ومثل كثيرين في ذلك الوقت، بدأ تعليمه في مدرسة قرآنية (خلوة) قبل أن يلتحق بالمدرسة المتوسطة ببربر. انتقل بعد ذلك إلى الخرطوم ليبدأ دراسته الثانوية في مدرسة أم درمان الثانوية عام 1945.، ثم تلقى معظم تدريبه الطبي في جامعة الخرطوم قبل أن يحصل على الدكتوراه في جامعة إدنبرة العام 1965.
تزوج الحسن من أمل جلال محمد العام 1959 وأنجب منها أربع بنات. كان لديه اهتمام كبير بالتصوير والموسيقى.
أسس أول وحدة تصوير طبي وتوضيح في السودان. وتعلم العزف على العود ونشر كتابه:
- كتابات في الطب والموسيقى والأدب في العام 2017.[10][11]

## نشاطه
التحق الحسن بكلية كيتشنر للطب (الآن جامعة الخرطوم ) وتخرج بامتياز في الطب والجراحة العام 1955 بينما فاز بجائزة كيتشنر التذكارية لأفضل خريج. التحق بوزارة الصحة السودانية، للتدريب ابتداءً من العام 1955 إلى 1957 كطبيب طبي من 1957 إلى 1958 في مواقع مختلفة في الخرطوم وأم درمان وولاية الشمال. ثم عاد بعد ذلك إلى قسم علم الأمراض بجامعة الخرطوم كمساعد باحث.

واصل الحسن تدريبه في جامعة لندن وحصل على دبلوم في علم الأمراض السريري (DCP) في العام 1961، وعاد إلى جامعة الخرطوم لفترة قصيرة (1962-1963) كمحاضر قبل أن يبدأ الدكتوراه وينهي الدكتوراه في الطب: الفلسفة في علم المناعة من جامعة إدنبرة العام 1965.

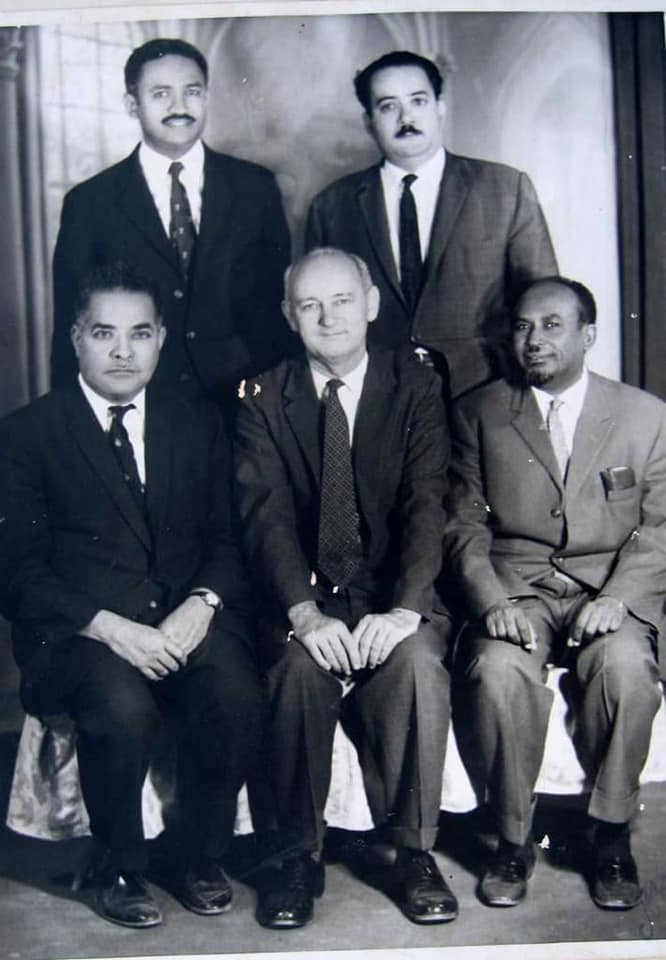
أول من اليسار منصور حسيب و مورجان ومحمد حمد ساتي. الصف الثاني ، أقصى اليسار ، الحسن. 1965

عاد الحسن إلى قسم علم الأمراض بجامعة الخرطوم كمحاضر أول قبل أن يصبح أستاذًا ورئيسًا للقسم في العام 1966.
في العام 1969 عُين الحسن عميدًا لكلية الطب ونائبًا لرئيس جامعة الخرطوم.
كان الحسن الوزير المؤسس لوزارة التعليم العالي والبحث العلمي بالسودان بين عامي 1971 و1972، بعد ذلك أصبح رئيسًا لمجلس البحوث الطبية (1972-1977). ثم التحق بجامعة الملك فيصل (المملكة العربية السعودية)، أستاذًا في العام 1977 وساعد في إنشاء قسم علم الأمراض قبل مغادرته عام 1979، ليعود في العام 1981 كمدير للبحوث حتى العام 1987.
بين 1979-1980 عمل الحسن في السودان مديراً لمعهد أمراض المناطق المدارية، وأنشأ معهد تكنولوجيا المختبرات الطبية. عند عودته من المملكة العربية السعودية في العام 1988، واصل العمل في قسم علم الأمراض، كلية الطب، جامعة الخرطوم.
كان الحسن المدير المؤسس لمعهد الأمراض المتوطنة بين عامي 1993 و2000. كان أستاذًا متفرغًا لعلم الأمراض في معهد الأمراض المتوطنة بجامعة الخرطوم منذ العام 1991. كان الحسن أيضًا الرئيس المؤسس للأكاديمية الوطنية السودانية للعلوم (SNAS) في العام 2005 وكان رئيسًا لجمعية السرطان السودانية بين عامي 2008 و2009.
كانت الحسن أستاذًا زائرا في جامعة لندن، وجامعة كوبنهاغن، وجامعة الأحفاد للبنات، وجامعة 6 أكتوبر. وكان عضوًا في اللجنة الاستشارية البحثية لمنظمة الصحة العالمية (WHO) ، وعضواً في اللجنة الاستشارية العلمية والتقنية لأبحاث أمراض المناطق المدارية ، منظمة الصحة العالمية.

### علم الأوبئة
ركز الحسن على علم الأوبئة والمناعة لأمراض المناطق المدارية والمعدية، وخاصة داء الليشمانيات والورم الفطري بما في ذلك التشخيص والعلاج واللقاحات. كما بحث في مرض الجذام والملاريا. ومنذ العام 2005 حوّل تركيزه إلى سرطان البلعوم الأنفي.
حصل على منح بحثية من منظمة الصحة العالمية لأبحاث أمراض المناطق المدارية، ويلكوم ترست، الوكالة الدنماركية للتنمية الدولية، والأكاديمية العالمية للعلوم.

## جوائز وتكريم
منحت حكومة السودان الحسن الميدالية الذهبية للبحوث والعلوم العام 1977، ووسام النيلين من الدرجة الأولى العام 1979، ووسام الاستحقاق من الدرجة الأولى عام 1995. حصل على دكتوراه فخرية في العلوم من جامعة الأحفاد للبنات عام 2006، وسمي مركز طب المناطق الحارة بالقضارف باسمه عام 2010.
انتخب زميلًا في الكلية الملكية لعلماء الأمراض بلندن (FRCPath) في العام 1964، وزميل الكلية الملكية للأطباء بلندن (FRCP) في العام 1974،  وزميلًا في الأكاديمية العالمية للعلوم (FTWAS) في العام 1996.
حصل على جائزة شوشة ‏ من منظمة الصحة العالمية عام 1987، ووسام دونالد ماكاي من الجمعية الملكية لطب المناطق الحارة والصحة في عام 1996،  وجائزة الشيخ حمدان بن محمد آل مكتوم للعلوم الطبية في عام 2017-2018.

## وفاته
توفي الحسن يوم الخميس 10 نوفمبر 2022 في منزله بالرياض الخرطوم لأسباب طبيعية.